# José Luis Lacunza Maestrojuán
José Luis Lacunza Maestrojuán (Pamplona, 24 febbraio 1944) è un cardinale e vescovo cattolico spagnolo naturalizzato panamense, dal 15 febbraio 2024 vescovo emerito di David.

## Biografia

### Formazione e ministero sacerdotale
Dopo aver compiuto gli studi nel seminario minore San José degli agostiniani ad Artieda frequenta i corsi di Filosofia a Saragozza e Teologia nel seminario maggiore agostiniano Nuestra Señora de la Consolación a Pamplona. Emette la professione solenne nell'Ordine degli agostiniani recolletti il 16 settembre 1967 ed è ordinato presbitero il 13 luglio 1969 a Pamplona.
Circa due anni dopo è inviato a Panama, dove è rettore del Colegio San Agustín, rettore dell'Università Santa María la Antigua e presidente della Federazione delle Scuole Cattoliche.

### Ministero episcopale e cardinalato
Il 30 dicembre 1985 è nominato vescovo ausiliare di Panama e titolare di Partenia. Riceve l'ordinazione episcopale il 18 gennaio 1986.
Il 29 ottobre 1994 è nominato vescovo di Chitré.
Il 2 luglio 1999 è nominato vescovo di David.
È presidente della Conferenza episcopale panamense per due mandati (2000-2004 e 2007-2013).
È stato creato cardinale da papa Francesco nel concistoro del 14 febbraio 2015 durante il quale gli è stato assegnato il titolo di San Giuseppe da Copertino.
Il successivo 13 aprile lo stesso pontefice lo ha nominato membro della Congregazione per l'educazione cattolica e del Pontificio consiglio della cultura.
Il 1º febbraio 2024 la Conferenza episcopale panamense ha rilasciato un comunicato riportante la sparizione del cardinale; lo stesso giorno, tuttavia, è stato ritrovato nella sua auto in buone condizioni di salute ma in stato confusionale.
Il 15 febbraio 2024 papa Francesco ha accolto la sua rinuncia, presentata per raggiunti limiti età, al governo pastorale della diocesi di David; gli è succeduto Luis Enrique Saldaña Guerra, fino ad allora ministro provinciale della provincia francescana Nuestra Señora de Guadalupe di Centroamerica e Caraibi.
Il 24 febbraio seguente ha compiuto ottant'anni e, in base a quanto disposto dal motu proprio Ingravescentem Aetatem di papa Paolo VI del 1970, è uscito dal novero dei cardinali elettori ed è decaduto da tutti gli incarichi ricoperti nella Curia romana.

## Genealogia episcopale e successione apostolica
La genealogia episcopale è:
- Cardinale Scipione Rebiba
- Cardinale Giulio Antonio Santori
- Cardinale Girolamo Bernerio, O.P.
- Arcivescovo Galeazzo Sanvitale
- Cardinale Ludovico Ludovisi
- Cardinale Luigi Caetani
- Cardinale Ulderico Carpegna
- Cardinale Paluzzo Paluzzi Altieri degli Albertoni
- Papa Benedetto XIII
- Papa Benedetto XIV
- Papa Clemente XIII
- Cardinale Enrico Benedetto Stuart
- Papa Leone XII
- Cardinale Chiarissimo Falconieri Mellini
- Cardinale Camillo Di Pietro
- Cardinale Mieczysław Halka Ledóchowski
- Cardinale Jan Maurycy Paweł Puzyna de Kosielsko
- Arcivescovo Józef Bilczewski
- Arcivescovo Bolesław Twardowski
- Arcivescovo Eugeniusz Baziak
- Papa Giovanni Paolo II
- Arcivescovo José Sebastián Laboa Gallego
- Cardinale José Luis Lacunza Maestrojuán, O.A.R.

La successione apostolica è:
- Vescovo Víctor Emiliano Villegas Suclupe, O.A.R. (2022)